# 黑龙江省农垦总局友谊农场
黑龙江省农垦总局友谊农场位于三江平原腹地，今黑龙江省双鸭山市友谊县。最初定名为国营友谊农场，以纪念中苏友谊。友谊农场的建立“开创了北大荒开发建设史最辉煌的一页”，其后历经变迁，现属黑龙江北大荒农垦集团总公司红兴隆分公司管辖，并剥离出友谊县。
农场总控面积188812公顷，其中耕地面积110429公顷，下辖11个农业管理区，人口10.26万人，累计生产粮食342.81亿斤。是中国土地总控面积第一、耕地规模第一、农场总人口数量第一、农场创建以来累计产粮第一的农场。

## 建场
1954年10月12日，在北京参加中华人民共和国五周年国庆的苏联政府代表团致函毛泽东，提出援助建设一个大型国营谷物农场。毛泽东当即复函表示欢迎。10月20日，中国农业部成立国营农场场址调查组，组长是东北国营农场管理局长魏振伍。调查组在佳木斯以东、三江平原沼泽地边缘地区进行选址。沼泽地边缘的西部、中部为集贤县已开垦耕地，于是决定以东部、北部的开阔洼地为农场场地。11月7日，中国国务院决定在此建设大型农场。
12月7日，国务院常务会议通过《中华人民共和国国务院关于建设国营友谊农场的决定》。决定中提及，“苏联政府代表团代表苏联人民赠给我国以组织拥有两万公顷播种面积的国营谷物农场所必需的机械设备，并派遣一批专家帮助我们建立这个农场，使我们在最短的时间内学会大量开垦荒地和经营大型农场的先进经验。这是苏联对我国一次重要的、巨大的、友谊的援助。”，决定选址于集贤县三道岗（今凤岗镇），命名为“国营友谊农场”，作为中苏大友谊的纪念。要求1955年内，完成农场的主要基本建设工程和两万公顷荒地的开垦任务。王操犁、魏振伍、张省三、陈剑飞、洪澍、韩玉等六人组成建场委员会，负责筹建。黑龙江省人民政府和中国农业部进行建场工作。原黑龙江省农业厅厅长王操犁为友谊农场第一任场长。刘宝庆为中共国营友谊农场临时总支委员会书记。11月5日，苏联政府选派49名专家顾问至农场任职。中方亦派出40名专家、教授、技术人员。12月底，中苏专家完成土地勘测工作。
1955年2月中旬，完成友谊农场的《土地规划计划图》。2月22日，建场委员会扩大会议通过《土地规划设计图》，规定：友谊农场设置总场部及机关和5个分场部，13个生产队，11个大田轮作区，1个饲料耕种区，总共耕地309,165亩。该图于4月16日获得中国农业部批准。5月2日，正式开荒生产。就在5月，中共黑龙江省委组织部批准，成立中共国营友谊农场工作委员会，刘宝庆任书记。7月30日，完成开荒37万亩的任务。1956年3月，召开中共国营友谊农场第一代表大会，产生第一届委员会，王操犁当选书记。
1956年年底，友谊农场基本建成。当时经营规模，有拖拉机106自然台，联合收割机100台，农机具1000余台（件），载重汽车60辆，职工2452人，总人口13,355人。

## 历史变迁

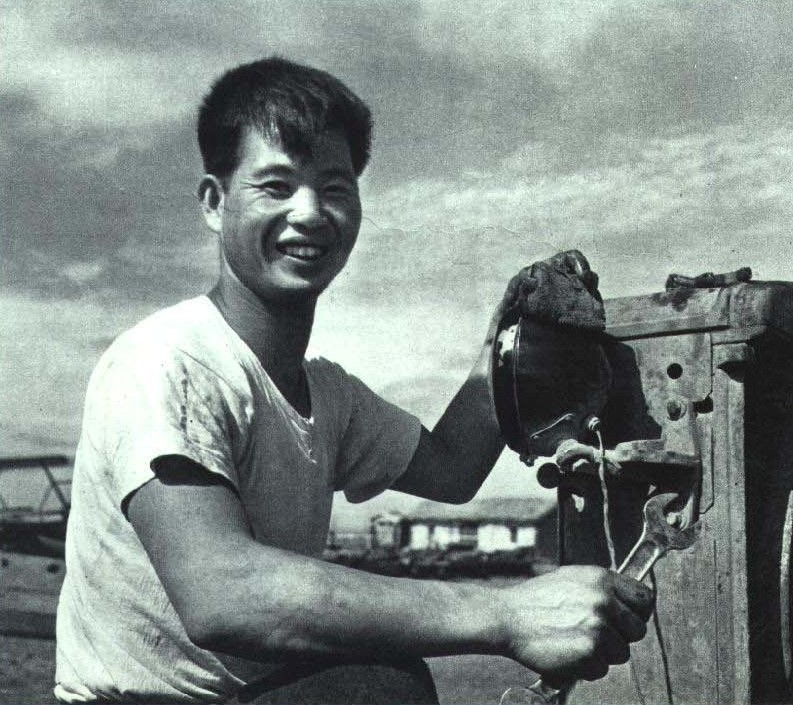
1964年《人民画报》刊登的全国劳动模范、知青郝焕文的照片，他曾在友谊农场五分场长期工作。

1959年，集贤县的四个乡（兴隆乡、三道岗乡、七星乡、友林乡）划归友谊农场，合并成立县级友谊人民公社。1960年4月，第100次国务院全体会议决定设置友谊县，与友谊农场合并，县、场合一，友谊县即友谊农场。1961年，中共黑龙江省委批准，成立中共友谊县委，隶属于中共合江地委，中共友谊农场党委第一书记董立民为友谊县委第一书记。1962年10月20日，国务院撤消友谊县，中共友谊县委同时撤消。设立友谊区公所（友谊特区）。1963年3月5日，成立友谊区公所党级，书记丁力。
经友谊农场多次请求，1964年6月23日，黑龙江省人民委员会批准恢复友谊县。12月7日，第150次国务院全体会议通过。友谊县与友谊农场为一个机构两块牌子，农场党委、县委书记董立民。黑龙江省革命委员会于1968年12月13日再度撤消友谊县，改为黑龙江生产建设兵团第三师第十八团。
1984年12月5日，中国国务院再度恢复友谊县，归属合江地区管辖。1985年4月，中共佳木斯市委批准，设立中共友谊县委，陈文华为县委书记，隶属中共佳木斯市委领导。1988年3月，中共黑龙江省委、省人民政府，决定推行体制改革，实行政企分开，县、场分设，友谊县隶属于双鸭山市，友谊农场隶属于红兴隆分局。